# Will Sergeant
Will Sergeant (Melling, 12 de abril de 1958) é um músico britânico, conhecido por ser o guitarrista, compositor e arranjador da banda inglesa Echo & the Bunnymen. Nasceu em Liverpool, mas viveu no subúrbio de Melling, e estudou na Deyes High School.

## Discografia

### Com Echo and the Bunnymen
Veja: Echo & the Bunnymen

### Com Electrafixion

#### Álbuns
- Burned (1995, WEA/Warners, CD/C, 0630 11248-2/-4) UK No. 38 (2 semanas) lançado em 25 de setembro de 1995[2]

##### Singles
- Zephyr EP (1994, WEA/Warners, 12"/cs/cds, YZ 865 T/C/D) UK No. 47 (2 semanas)
- "Lowdown" (1995, WEA/Warners, 7"/cs/cds, YZ 977 X/C/CD) UK No. 54 (2 semanas)
- "Never" (1995, WEA/Warners, cs/cds/cds, WEA 022C/CD/CDX) UK No. 58 (1 semanas)
- "Sister Pain" (1996, WEA/Warners, cds/cds/cds, WEA 037 CD1/CD2/CD3) UK No. 27 (1 semana)
- "Baseball Bill" (1997, Phree, 7", PHREE 1)[2]

### Como Glide
- Space Age Freak Out (1997)
- Performance (2000)
- Curvature of the Earth (2004, Cooking Vinyl)
- Assemblage 1 & 2 (2014, 92 Happy Customers)
- Assemblage Three & Four (2023, AV8 Records Ltd)

### Com Poltergeist (com participação de Les Pattinson)
- ’’Your Mind is a Box (Let Us Fill It With Wonder)’’(2013)

### Solo

#### Álbuns
- Weird as Fish (1978)
- Themes for Grind (1982), 92 Happy Customers – UK Indie No. 6
- Weird As Fish/Le Via Luonge (2003), Ochre
- Things Inside (2012), 92 Happy Customers

#### Singles
- "Favourite Branches" (1982), Warner Music Group
- "Cosmos" (1995), Ochre
- "You Have Just Been Poisoned by the Serpents"  (1998), Ochre
- Themes from Grind: Remixes (2000), Ochre